# Pizza Tower
『Pizza Tower』（ピザ・タワー）は、カナダのインディーゲームスタジオTour De Pizzaが開発したアクションゲーム。2023年1月26日にMicrosoft Windowsで、2024年8月27日にNintendo Switchでリリースされた。

## ストーリー
イタリアのピザ職人である「ペッピーノ・スパゲッティ」は、自身が経営する「ペッピーノのピザ屋」の経営不振に悩んでいた。その矢先、意識を持ったピザ「ピザ・フェイス」からペッピーノの店を塔の上にある核レーザーで破壊すると脅されてしまう。恐怖と激怒に駆られたペッピーノは、ピザ・フェイスを倒してピザ屋を守るために塔に登ることになるが、そこは一癖も二癖もある敵が待ち換えていた。

## ゲームプレイ
基本的には主人公のピザ職人ペッピーノを操作して物語を進めるが、グスターヴォという別の料理人を操作する場面もある。ペッピーノは、歩いたり、走ったり、ジャンプ、転がったり、滑ったすることが出来る。攻撃パターンは、ボディスラム、敵を掴んで投げる、パリィが含まれる。ペッピーノが十分に長く走ると、ダッシュを開始し、壁を駆け上がったり、敵や物体を掻き分けたり出来るようになる。

### 通常ステージ(Levels)
敵や障害物、ギミックをくぐり抜け、Pillar Johnに辿り着くまでToppinsの回収や隠し要素の探索をする。
プレイヤーにHPの概念はなく、ダメージを負ってもゲームオーバーになることはない。10回,20回などの節目の数字で「ペッピーノは10回もダメージを負ったぞ… (You've hurt Peppino 10 times...)」などとメッセージが現れるに留まる。
特定のステージでは足場のない穴があり、落下するとミス判定となるが、即座にゲームオーバーにはならずその部屋の最初の位置に戻される。

### コンボ
コンボの概念があり、連続で敵を倒すこと、マップ中に散りばめられたPizza Points(小さなピザのトッピング、ひとつ10ポイント), Clocks(Pizza Time中はこちらに置き換わる) を連続で獲得し続けることで維持する。
コンボの数は敵を倒すことでしか加算されず、Pizza Points はそれが途切れるまでのコンボ持続タイマーの猶予を伸ばす効果がある。
高ランクを目指すためにはコンボの維持が非常に重要であり、Pランク取得に際しては途切れさせることが一度も許されない。
10コンボに到達するとプレイヤーの周りに電撃のようなエフェクトが漂い始める。このとき挑発(タウント)を押すと「スーパータウント」が発動し、画面内の敵を一掃できる。敵の攻撃判定がある場合はパリィが優先される。
また、Pizza Time 中にコンボ継続中であれば、出口の前で挑発を行うことで、1回につき25ポイントのボーナスを得ることが出来る。

### Pizza Time
Pillar John に攻撃すると突入する。ステージごとに設定された制限時間内に入り口まで逆戻りし、脱出を試みる。同じ道順とは限らず、Pizza Time 中でしか通れない道、助けられないToppins もいる。
タイマーが切れると「Pizza Face」が出現し、逃げ切るのは困難なスピードで追いかけてくる。触れるとゲームオーバーになる。

### Lap 2
ゴール(ステージ入り口)付近にはPillar John がいた場所付近にワープするポータルが設置されており、プレイヤーはこれに突入することで2週目に挑戦することが出来る。
1週目も2週目もほとんど躓かずに進んで、やっと時間内にゴールできるタイマー設定になっているため、難易度は非常に高い。
次のステージへ進んでいくだけなら、1週目時点で脱出してしまって問題はない。
なおPランク取得には2週目突入・クリアが必須条件になっているほか、全隠し要素の通過が条件となっている。

## ステージ

### ハブ(階層)
大きく5階層に分かれ、「Tower Lobby」「Western District」「Vacation Resort」「Slam」「Staff Only」の順番でタワーを攻略していく。
それぞれの階層(Hub)ごとにステージ(Levels)とボス部屋(Boss)が存在する。最上階のStaff Only を除く4つの階層では、4ステージ+1ボスで構成されている。

### 攻略
各階のボスを撃破しないと上の階には進めない。
ボスに挑戦するためには、ステージ中に囚われているToppinsを一定数回収する必要がある。1ステージにつき5体が登場し、1体=10$、1ステージ=50$ を得ることが出来る。Toppins を一度連れ出すとステージの入り口で彼らがウロチョロしているが、プレイヤーが再挑戦しても再び檻に囚われている。これらをもう一度回収してステージクリアをしてもドルは得られないが、高スコアを狙うためには救出する必要がある。

### 隠し要素
Toppins のほかにGeromeというキャラクターも各ステージにひとり隠れており、こちらは攻略に必須ではないが、高スコアアタック、クリア後のムービーに変化を及ぼす要素として存在している。
Gerome を連れていることでしか開かない扉が隠されており、これの中に入ると「Tower Secret Treasure」を獲得できる。おにぎり、スパゲッティ、ピーナッツバターなどの食べ物で、ゲットすると3000点が加算されるほか、ステージ入り口にゲットの証明が現れる。
また、19個の全てのトレジャーを発見すると、エンディングムービーで特別な演出が見られる。

### シークレット
もうひとつ、こちらも攻略に必須ではないが高スコアアタックのための要素として 「Secret Eyes」がある。各ステージに3つ配置されており、Toppins や Gerome と比較して発見が難しくなっている。
破壊可能な壁の向こうや、ステージギミックを巧みに利用することでしか侵入できないものが多いが、ほとんどは目のマークなどのヒントが存在する。
プレイヤーは Secret Eyes に触れることでSecret Rooms にワープする。各ステージのギミックを反映した作りになっており、そのギミックの仕組みを理解、応用して出口へと進む。
背景や足場のデザインは全ルーム共通のものが使われ、BGMも各ステージの象徴的なフレーズを同じ雰囲気にアレンジしたものが流れる。
Secret Rooms の出口付近には「Pizza Sona」が立っており、開発陣のほかPatreon支援者によるキャラクター数十種類がランダムに登場する。プレイヤーが触れると「Thank you! 」のセリフと共にボーナススコアが加算される。
全てのステージのSecret Eyes をコンプリートすることで、各階にサウンドテストルームへと繋がる目が出現する。また、全てのSecret Rooms を順番に繋げて攻略するステージ「Secrets Of The World」への入り口も出現する。

## ボス戦

### ルール
通常のステージと違い、HP制となる。プレイヤーは6つのライフを維持してボスと戦う。敵のHPが削れた時の数回に1回、プレイヤーを回復するアイテムが落ちてくる。相手のHPを削り切ると勝利。プレイヤーのHPが無くなるとゲームオーバー。
プレイヤーのアクションは通常ステージと同様で、一部の攻撃を除いてタウントによる回避は可能。ただしコンボの概念が無いため、スーパータウントは使用できない。

### ボス戦のPランク
あくまでもノーダメージが条件。終わったときにHPが6つ残っているのが条件ではないため、ひとつもダメージを負うことなく勝利しなければならない。

## 登場キャラクター

### 主人公
ペッピーノ・スパゲッティ（Peppino Spaghetti）
本作の主人公。禿げていて、薄い口ひげを生やし、太ったイタリア人のピザ調理師。情緒不安定な性格で、気が昂るととてつもない怪力やスピードを発揮する。
グスタヴォ（Gustavo）
相棒のネズミ、ブリック(Brick)と共にペッピーノのお助け役を担う。グスターヴォとブリックは、階が上がるごとに親睦を深めている描写がある(2階では殴り合いをし、3階で仲直り、4階ではカードゲームに興じるなど)。

### ボス
ペッパーマン（Pepperman）
白い手袋とスニーカーを履いた手足を持つ巨大な赤いピーマン。第一階層のボス。芸術家らしく、彼自身を写した絵画や彫刻がステージ中に散りばめられている。
残りHPが1の状態で攻撃すると、主人公よりも小さくなり逃げ回る。放っておくと再び大きい姿になる。
行動パターン
- 主人公目がけてショルダータックル。壁にぶつかった時が反撃のチャンス。ある程度ダメージを与えると、タックルを避けても一度だけ向き直って再度タックルしてくる。
- 空中に飛び上がり、主人公目がけてヒップドロップ。着地後が隙となる。ある程度ダメージを与えると着地直後にジャンプする。空中に居る時が狙い目。
- 往復しながらショルダータックルを繰り返す。この時に落ちてくる石材を攻撃するとペッパーマンを模した彫像になり、これに見とれている時が攻撃のチャンス。

ヴィジランテ（Vigilante）
ザコ敵のCheeseslimeと同じ姿ながらカウボーイハットを被り、ペッピーノの手配書を手に襲い掛かってくる。
行動パターン

ザ・ノイズ（The Noise）
黄色い全身スーツにマントを身にまとった第三階層のボス。80年代頃に登場したドミノピザのキャラクターであるThe Noidをモチーフとしている。公式によって二人目(グスターヴォを含め三人目)のプレイアブルキャラクターとなる予定がアナウンスされており、2024年3月のアップデートにより、ペッピーノで最終ボスを倒した後にノイズを操作できるようになった。
行動パターン

ザ・ドイズ（The Doise）
ザ・ノイズを操作している時に、ザ・ノイズの代わりに現れる第三階層のボス。見た目は青いスーツをまとったザ・ノイズ。
撃破後は本当に死んでしまい、そのままでは再戦不可能。ボス部屋の入口の前で何回かタウントすることで復活する。
偽ペッピーノ（Fake Peppino）
第四階層のボス。ペッピーノに似た姿をしているが、脚が長かったり、眼球が半分飛び出していたり、顔が歪んだりと、人間とは思えない点がある。その顔は覆面であり、中には剥き出しの脳に2つの眼球を付けたような顔がある。
撃破後は巨大でおぞましい姿となり、主人公はひたすら逃げることなる。ペッピーノの場合は追いつかれるとダメージだが、ザ・ノイズの場合は凄まじい形相で威嚇し偽ペッピーノを追い返す。
行動パターン

ピザ・フェイス（Pizza Face）
顔型のピザのような第五階層のボスであり、本作のメインヴィラン。
撃破するとピザ・ヘッドとの初戦に突入する。
行動パターン

ピザ・ヘッド（Pizza Head）
ピザ・フェイスの「中の人」（パイロット？）であり、本作のラストボス。カットピザのような顔をした長身痩躯の男。
初戦に勝つとペッパーマン～偽ペッピーノの4大ボスを召喚し、ボスラッシュとなる。これを切り抜けるとピザ・ヘッドとの決戦となる。
撃破するとピザ・タワーが崩壊し始め、主人公は時間内に仲間や4大ボスを連れて脱出することとなる。
行動パターン

### NPC
ミスター・スティック(Mr.Stick)
Hubエリアに出現する。ボス部屋を解放するために、プレイヤーは彼にToppinsの回収で得たドルを支払う必要がある。
オレンジ色のスーツに身を包み、同じ色のフェドーラを被り、長い鼻と丸メガネが特徴のスリムで高身長な男。
ノイズット(Noisette)
ザ・ノイズのガールフレンド。彼とほとんど同じ姿だが服の色はピンクで、ヒゲの代わりに後ろ髪とまつ毛が描かれているほか、帽子もウサギの耳のように上に伸びている。
ザ・ノイズとのボス戦に勝つと現れ、ガトリングガンをペッピーノに向けたザ・ノイズの腕を掴んでどこかへ消えてしまう。
Slam の隠し通路から、彼女のカフェを訪れることが出来る。ペッピーノで訪問すると、Tipと書かれたビンをコチラに向けてカネを要求する様子が見られる。

## 開発
本作の開発は、McPigによるコンセプトアートを起点とし、共同プログラマを呼び込むなどして6年かけて行われた。
作風は、ワリオランドシリーズから影響を受けている。

## 反響
本作は配信直後の時点でSteam同時接続者数が2000人を超えるなど好評を博した。

## 評価
| 年   | 賞                                  | 部門                                   | 結果       | 出典  |
| ---- | ----------------------------------- | -------------------------------------- | ---------- | ----- |
| 2023 | Golden Joystick Awards              | Best Indie Game                        | ノミネート | [ 5 ] |
| 2023 | The Game Awards 2023                | Best Debut Indie Game                  | ノミネート | [ 6 ] |
| 2024 | New York Game Awards                | Off Broadway Award for Best Indie Game | ノミネート | [ 7 ] |
| 2024 | Steam Awards                        | Best Soundtrack                        | ノミネート | [ 8 ] |
| 2024 | 第24回Game Developers Choice Awards | Best Debut                             | ノミネート | [ 9 ] |